# Nessebar (ville)
Pour les articles homonymes, voir Nessebar.
Nessebar (en bulgare Несебър, translittération internationale Nesebǎr, « Messembrie » en français classique, d'après son nom grec ancien : Μεσημβρία / Messembria signifiant supposément « cité de Melsas ») est une cité historique de Bulgarie, de population grecque de l'Antiquité à 1923, juchée sur une presqu'île rocheuse s'avançant en mer Noire.

## Géographie physique
La ville de Nessebar est située dans l'est de la Bulgarie, à 400 km à l'est de la capitale Sofia. Elle fait partie de la commune de Nessebar ainsi que de l'oblast de Bourgas.

## Climat
Le climat est du type pontique avec un taux élevé d'humidité dans l'air tout au long de l'année. Le nombre de jours ensoleillés est de 240 à 260 par an.
Pendant l'été, les températures moyennes de l'eau sont de 20−26 °C et les températures ambiantes de 28−30 °C. La différence entre les températures pendant la journée et pendant la nuit n'est jamais supérieure de 3 °C du fait du voisinage de la mer. Une brise constante apporte de la fraîcheur dans la chaleur de l'été.
L'hiver peut être tantôt doux, tantôt froid, en fonction de la direction du vent.

## Population
| 1880 | 1887 | 1910 | 1934  | 1946  | 1956  | 1965  | 1975  | 1985  |
| ---- | ---- | ---- | ----- | ----- | ----- | ----- | ----- | ----- |
| -    | -    | -    | 2 065 | 2 286 | 2 333 | 3 976 | 6 780 | 8 224 |

| 1992  | 2001  | 2011   | 2021   | 2022   | - | - | - | - |
| ----- | ----- | ------ | ------ | ------ | - | - | - | - |
| 8 604 | 8 677 | 10 531 | 14 539 | 12 036 | - | - | - | - |

## Histoire

### Une histoire trois fois millénaire
La ville de Nessebar est l'un des plus anciens établissements humains du Pont-Euxin (l'actuelle mer Noire) avec une histoire trimillénaire. Elle s'est appelée d'abord Melsambria ou Menebria puis Messembria pendant l'Antiquité puis Messemvria durant le Moyen Âge.

#### Antiquité
L'antique Melsambria ou Menebria est fondée au VIe siècle av. J.-C. sur une petite île proche de la côte thrace. Les colons doriens venaient de Mégare. Selon la mythologie grecque, le nom de la localité signifiait « ville de Melsas » fondateur supposé de la ville. Deux ports existent sur l'île à cette époque : un au nord et un au sud, dans lesquels des coques d'anciens navires ont été trouvés. La cité devient un important centre commercial concurrent de l'Apollonie pontique, avec laquelle elle entra en conflit pour le contrôle d'Anchialos dans la première moitié du IIe siècle av. J.-C.. Hérodote mentionne Messembrie à deux reprises (IV, 93 et VI, 33). Il évoque par ailleurs une autre Messembrie, ville de Thrace sur la Mer Égée, qui à l'époque de Xerxès, constituait la possession la plus occidentale des Samothraces).
Les restes actuels de la période hellénique sont constitués par l'acropole, un temple dédié à Apollon et une agora. Un mur, qui faisait partie des fortifications, peut encore être vu dans la partie nord de la presqu'île. Des monnaies de bronze et d'argent furent frappées à partir de -400 environ, puis à compter du IIIe siècle av. J.-C., en or. En -72, au Ier siècle, la ville est intégrée à l'Empire romain, mais continue à frapper ses propres monnaies et demeure un important centre culturel et commercial de la province romaine de Thrace.

#### Époque byzantine
Durant l'Antiquité tardive, Messembrie voit s'élever de plus en plus d'églises et fermer ses temples helléniques : la christianisation de l'Empire romain d'orient la fait entrer dans la civilisation byzantine. Au Moyen Âge, l'alluvionnement rattache l'île à la côte par un double cordon littoral : Messembrie se trouve depuis lors au bout d'un tombolo. Sur le plan politique, elle passe fréquemment des Byzantins aux Bulgares et inversement, formant, dans les deux cas, une prospère « céphalie » (κεφαλία, кефалия) grecque,,, qui conserve sa prospérité, car les batailles précédant les cessions se déroulent sur le continent. Messembrie est acquise pour la première fois par la Bulgarie en 812). En 817, l'empereur byzantin Léon V obtient sa restitution à la suite d'une victoire sur les armées du khan bulgare Kroum. La ville repasse cependant aux Bulgares par la suite, puisqu'en 864, le tsar Boris Ier de Bulgarie doit la rendre aux Byzantins, qui la perdent à nouveau au profit de Siméon Ier de Bulgarie, pour finalement la reprendre en 997 lors des campagnes du basileus grec Basile II. En 1186, Messembrie fait partie du Deuxième État bulgare, est conquise en 1206 par les « chevaliers latins » d'Amédée VI de Savoie, redevient byzantine en 1261 puis à nouveau bulgare en 1304 sous le tsar Théodore Svetoslav. En 1366, les  byzantins la reprennent pour trente ans jusqu'à l'arrivée des Turcs ottomans ; à la suite de traité de Gallipoli elle redevient pour une dernière fois byzantine en 1403, cette fois pour cinquante ans.

#### Époque ottomane
Peu avant la chute de Constantinople, les Ottomans reprennent Messembrie en 1453, et l'appellent Misivri. Durant les presque cinq siècles de domination ottomane, elle perd son importance économique mais une vie culturelle chrétienne s'y maintient : des églises sont construites et ses ateliers de fabrication d'icônes sont réputés parmi les Grecs et les Bulgares. Au XIXe siècle Nessebar est le centre d'une kaza du sandjak d'Islimye.

#### Époque moderne
Après la guerre russo-turque de 1877-1878 et la restauration d'une Bulgarie autonome, en 1878, Nessebar devient le chef-lieu d'une kaza du sandjak de Bourgas, au sein de la province ottomane à majorité chrétienne (bulgare et en partie grecque sur la côte) de Roumélie orientale. Lors de l'union de celle-ci avec la Principauté de Bulgarie, à la fin du XIXe siècle, Messembrie, désormais nommée Nessebar, est essentiellement peuplée de pêcheurs, de vignerons et d'artisans grecs pontiques. À partir de 1923, Bulgarie et Grèce étant signataires du traité de Lausanne, des échanges de population ont lieu, les Grecs doivent quitter les villes côtières, dont Messembrie, tandis que des Bulgares de Grèce les remplacent. Plusieurs églises byzantines de la ville sont alors abandonnées ; depuis, certaines ont été restaurées, d'autres converties en galeries d'art, quelques-unes restent en ruines. Beaucoup de Messembriotes grecs s'installent en groupe dans une banlieue de Salonique appelée dès lors « Nouvelle-Messembrie » (Νέα Μεσημβρία). Dans les années 1930, Nessabar devient une cité balnéaire du rivage bulgare de la mer Noire : de nouveaux quartiers sont construits sur le continent et la vieille ville de la presqu'île commence à être restaurée, processus qui se poursuit aujourd'hui.

### Archéologie et patrimoine architectural
De l'antiquité, on peut encore voir les restes de l'enceinte construite au VIe siècle av. J.-C., partiellement érodée par la mer, tout comme l'acropole qui se trouvait à l'extrémité orientale de l'île. Au-dessus du port nord, s'érigeait le temple de Zeus hyperdexios, détruit lors des  persécutions chrétiennes à partir des édits de Théodose II et remplacé par une basilique. D'après de nombreuses sources épigraphiques, Messembria disposait d'un théâtre, d'un gymnase, et d'un grand nombre de temples et de synagogues. Bénéficiant d'un commerce maritime florissant, ses habitants se sont fait construire de somptueuses demeures à péristyle très décorées. Cette prospérité est attestée par la nécropole où une riche collection de céramiques attiques, ioniennes et mégariennes a été découverte, ainsi que de magnifiques parures funéraires. Durant la longue période byzantine, le mur d'enceinte est reconstruit et des tours y sont ajoutées. Deux basiliques remarquables de style constantinopolitain sont édifiées. Au Moyen Âge, des aristocrates de la capitale byzantine y bâtissent des résidences secondaires et rivalisent dans les soins apportés à l'embellissement et à l'urbanisation de la ville, notamment dans la construction de nombreuses églises et chapelles dotées de formes harmonieuses. Au cours des siècles suivants, les façades des maisons s'enrichissent d'ornementations spécifiques alternant des pierres de taille blanches, briques rouges et carreaux de céramique peinte vernissés.

## Économie
L'économie de la ville repose très largement sur le tourisme : elle est inscrite sur la liste du patrimoine mondial de l'UNESCO depuis 1983 et bénéficie de l'afflux entraîné par les stations balnéaires proches : Slantchev Briag, Sveti Vlas, Obzor et Ravda, situées au nord de la ville, au fond d'une large baie pourvue de longues plages de sable fin.

## Galerie

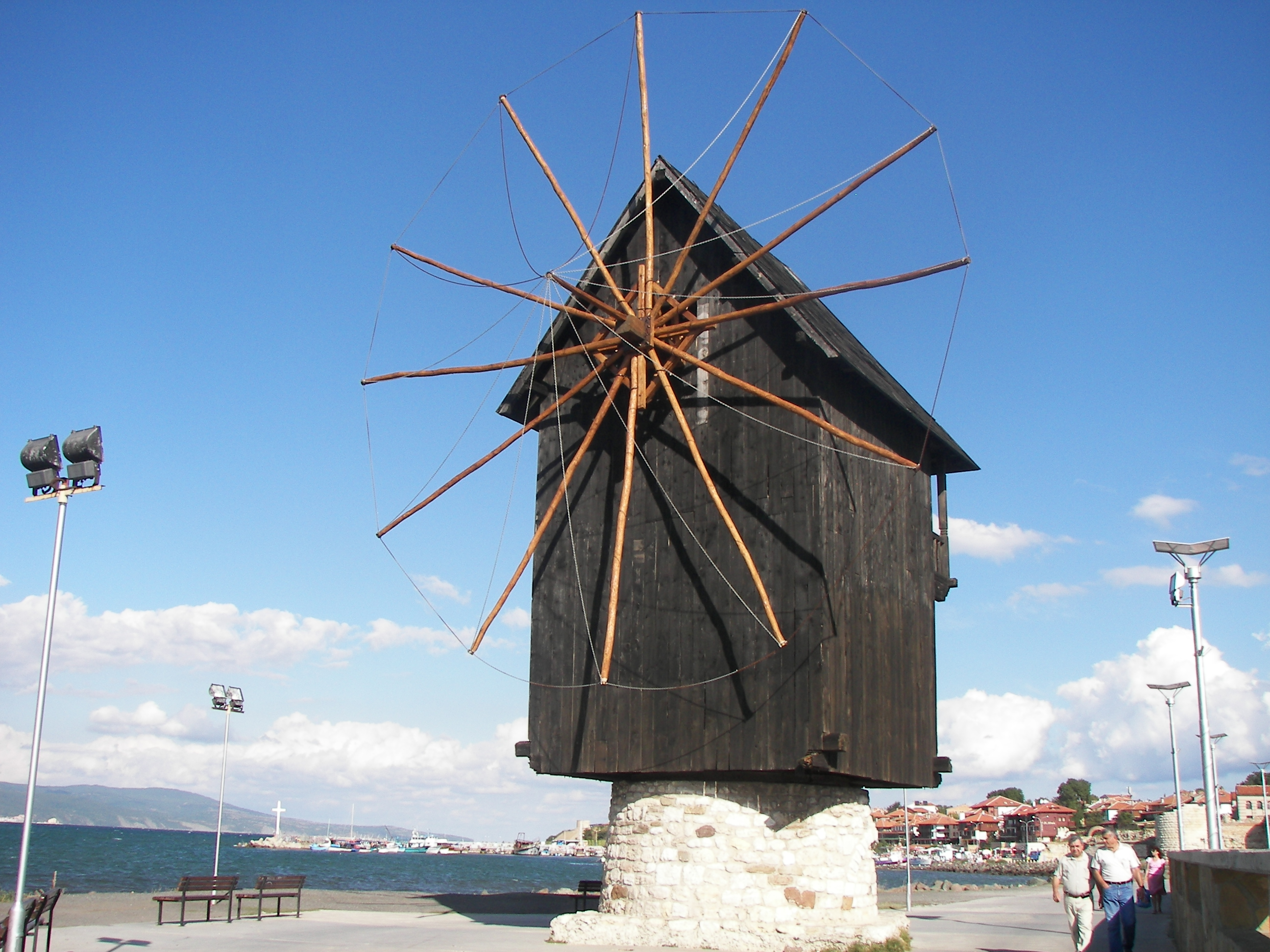
Moulin à vent.
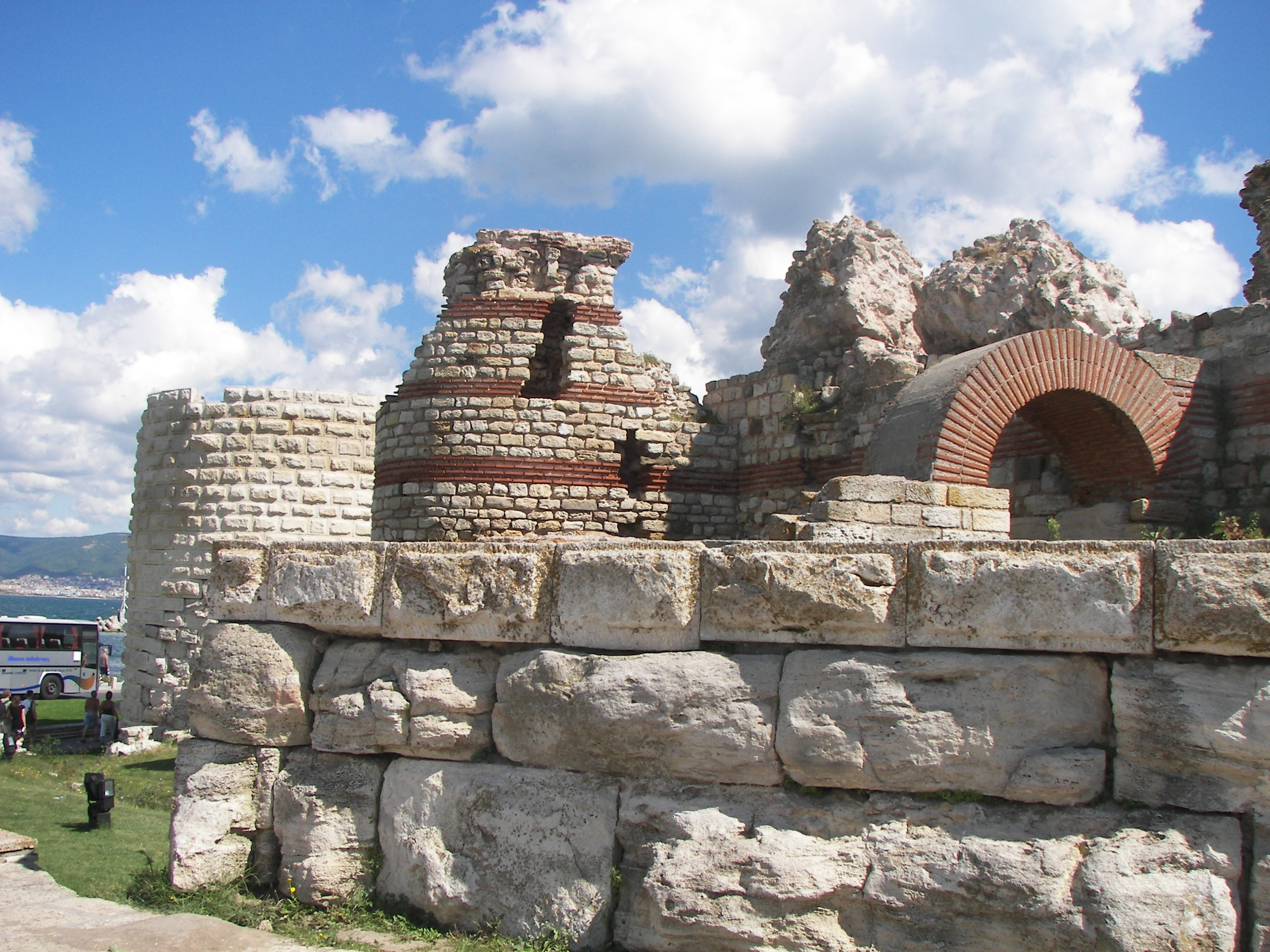
Ruines de la forteresse médiévale.
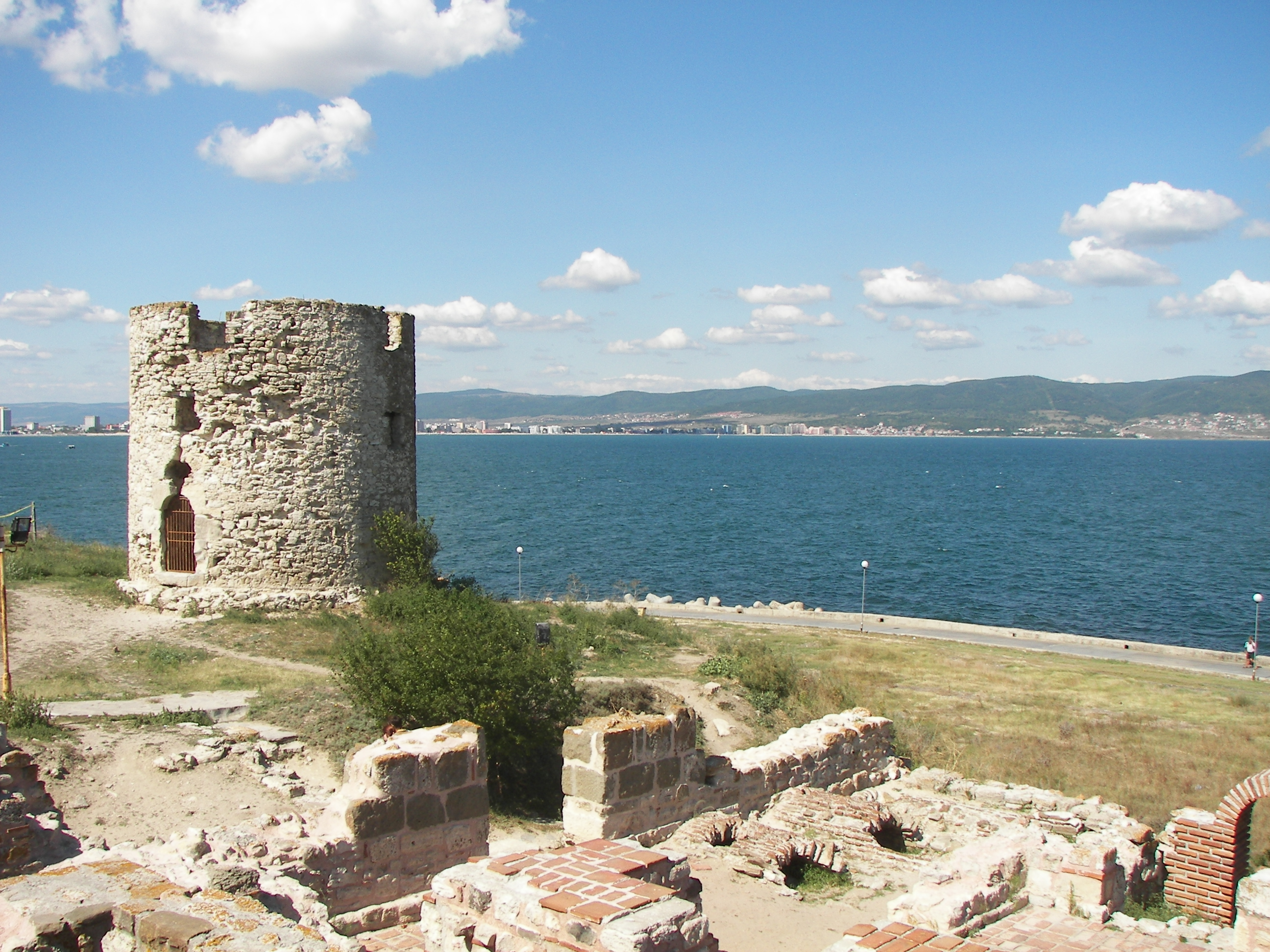
Ruines de la forteresse médiévale.
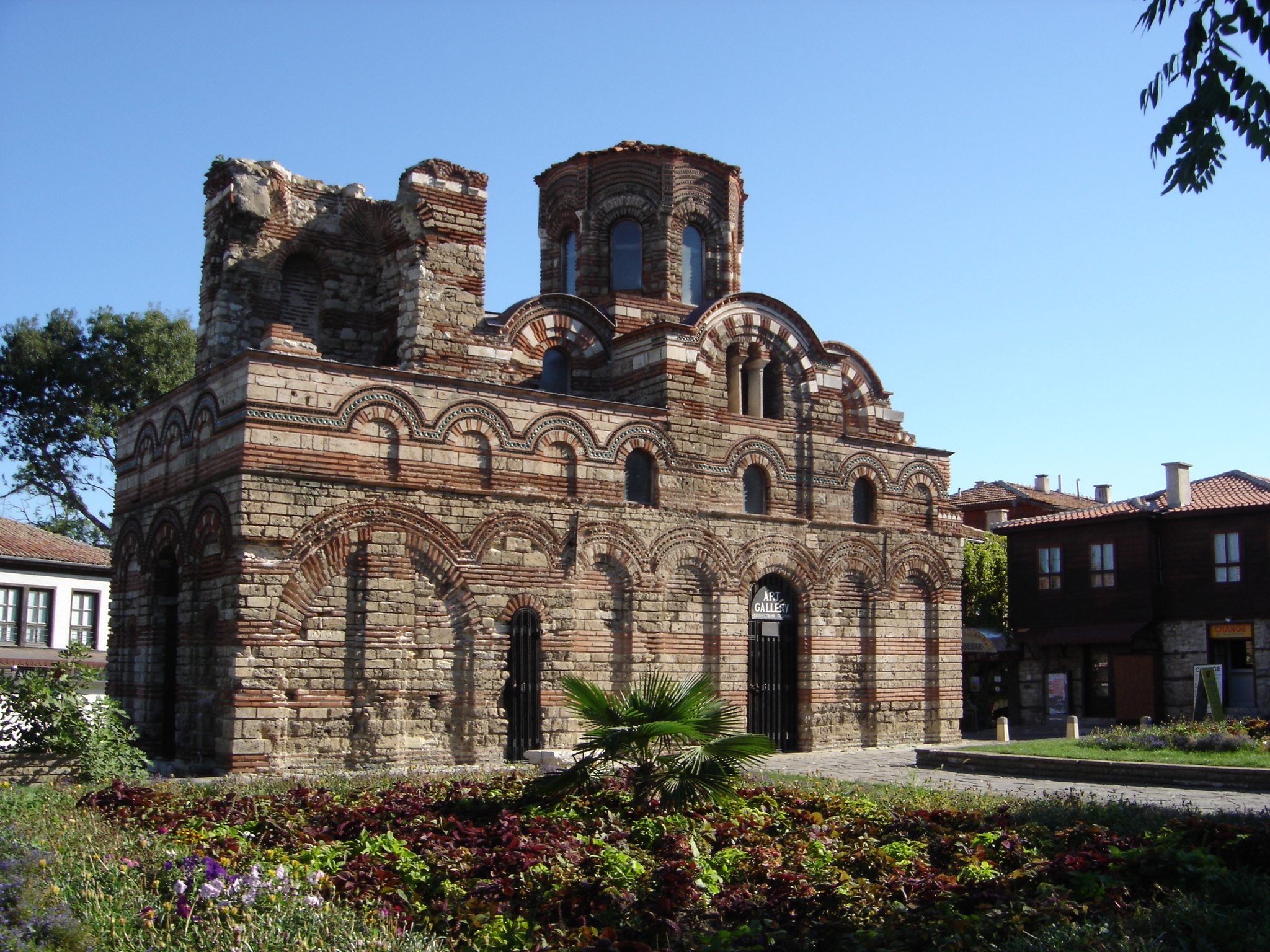
Église du Christ pantocrator.
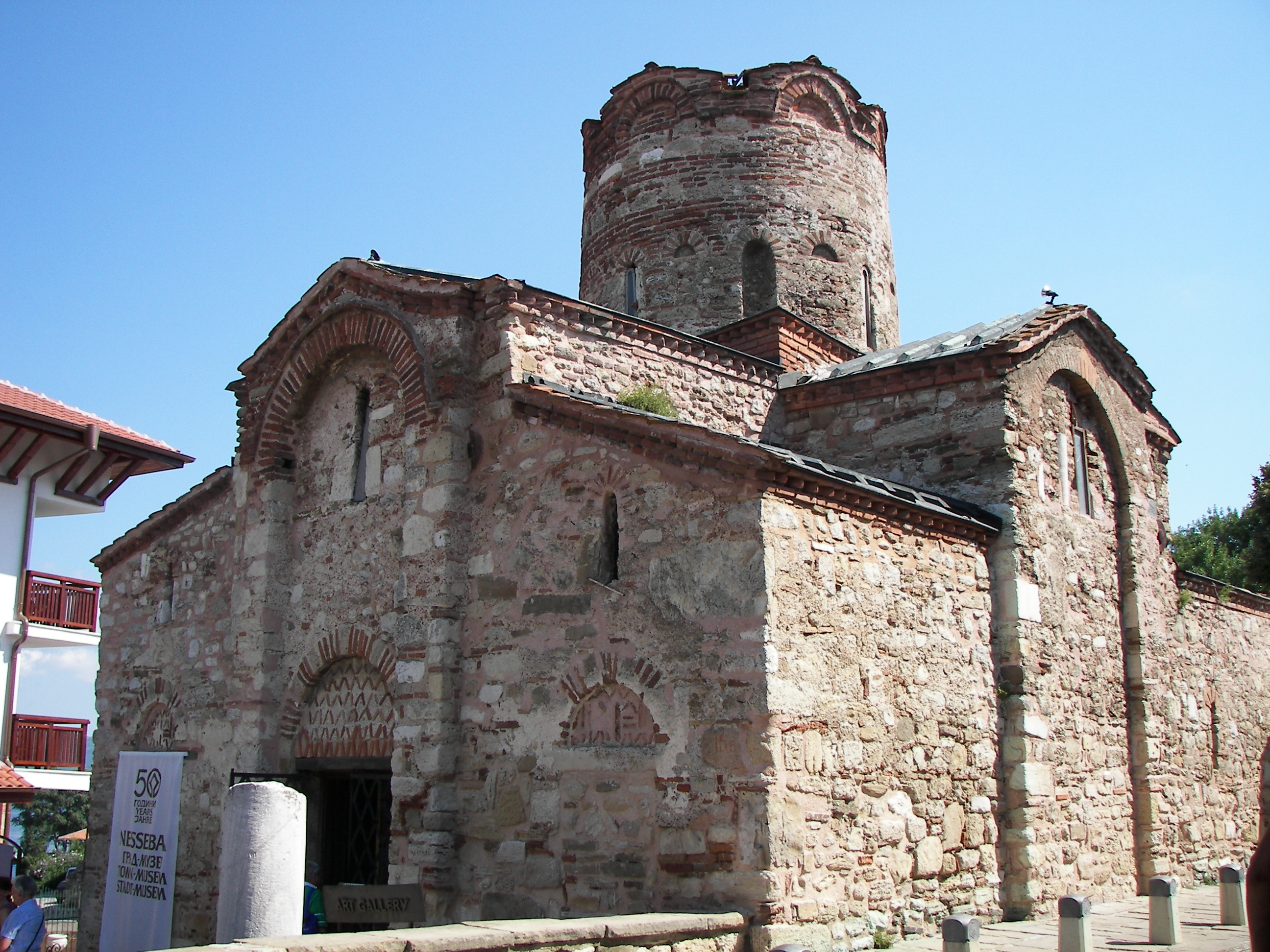
Église St-Jean-Baptiste (Prodromos).
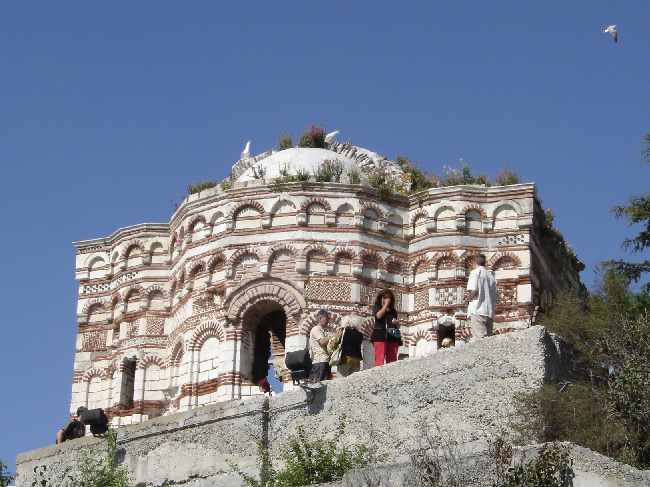
Église Saint-Jean Aliturgiète.
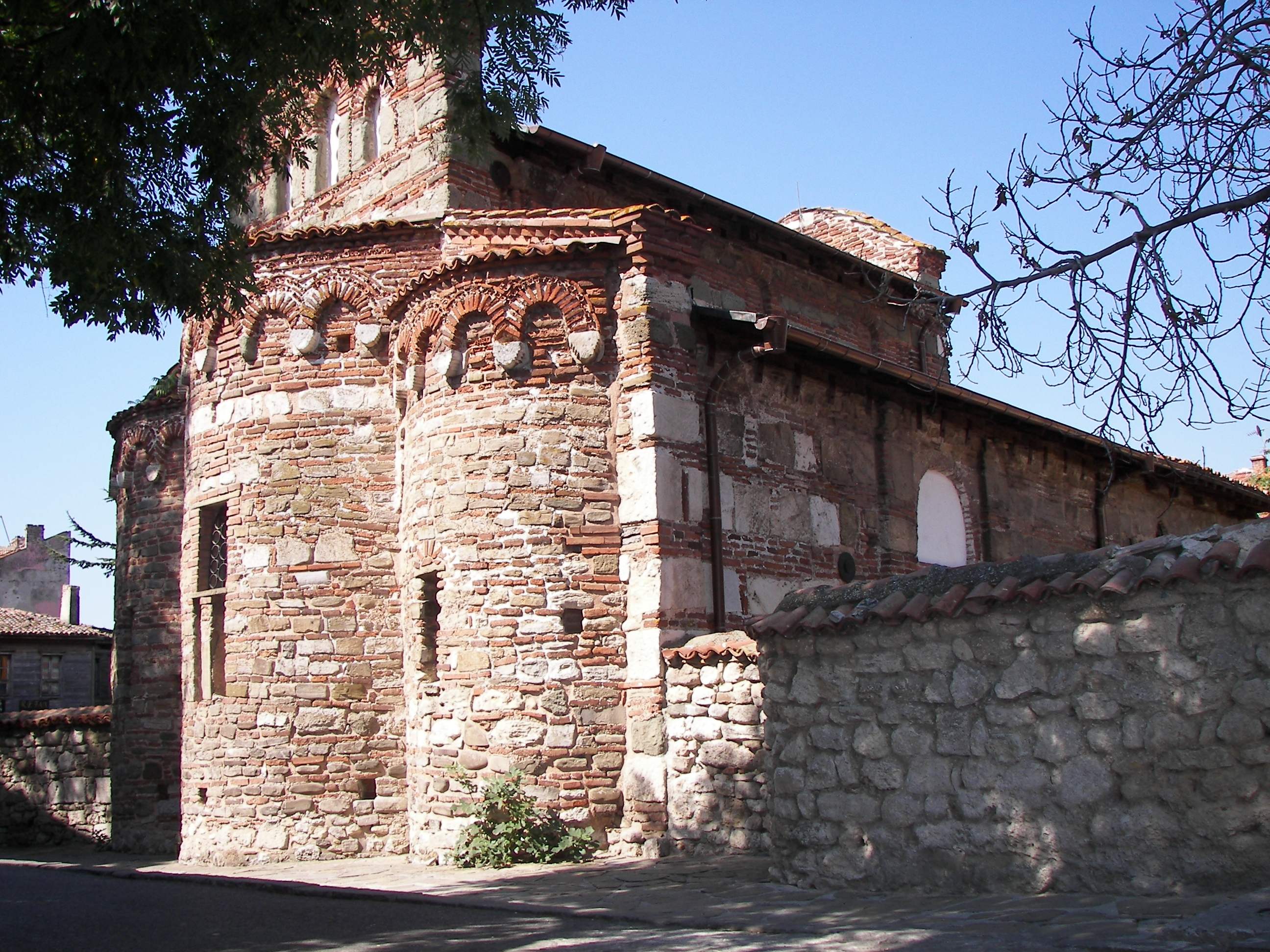
Église St-Stephanos.
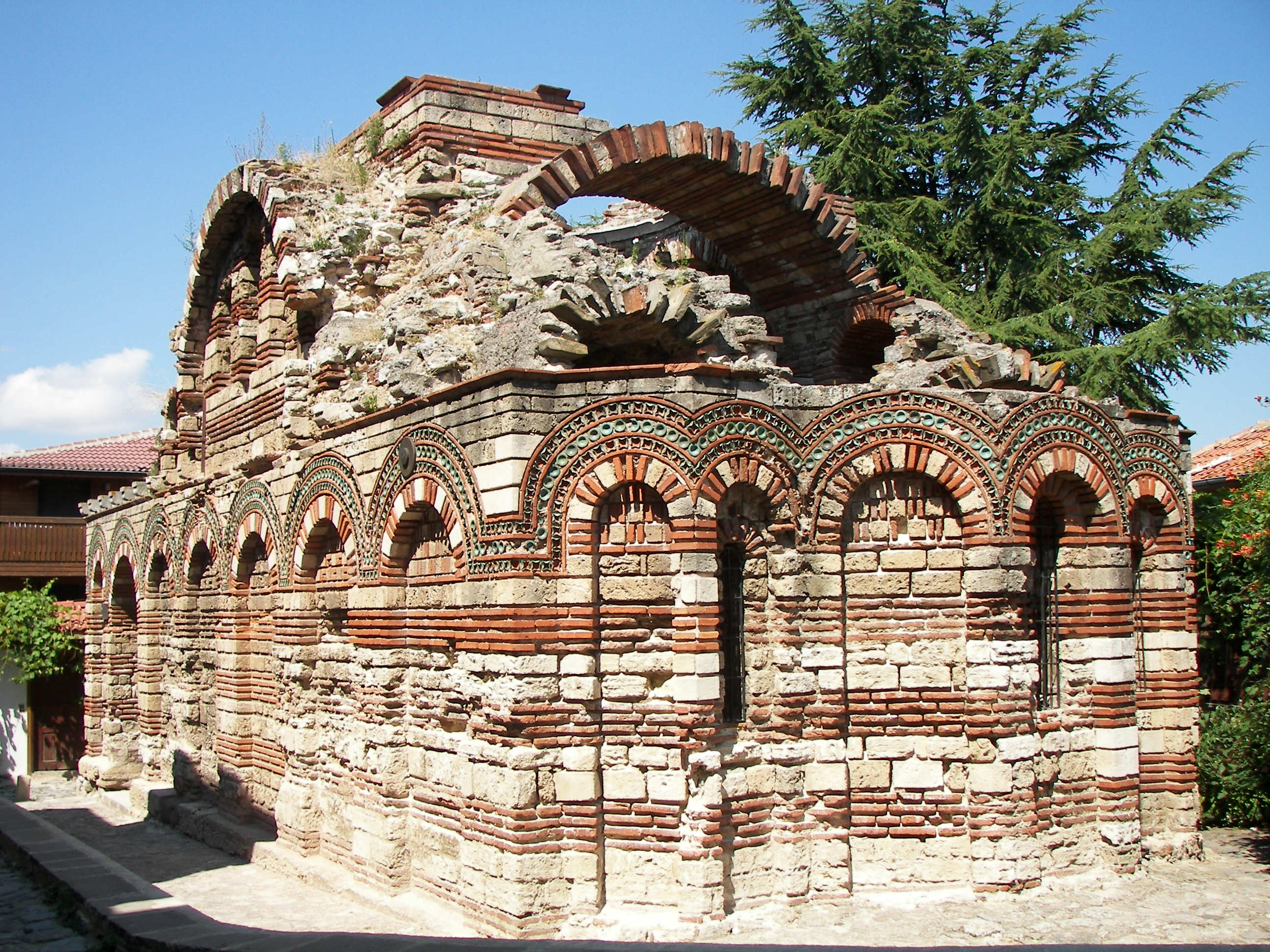
Église des archanges Michel et Gabriel (ruinée).
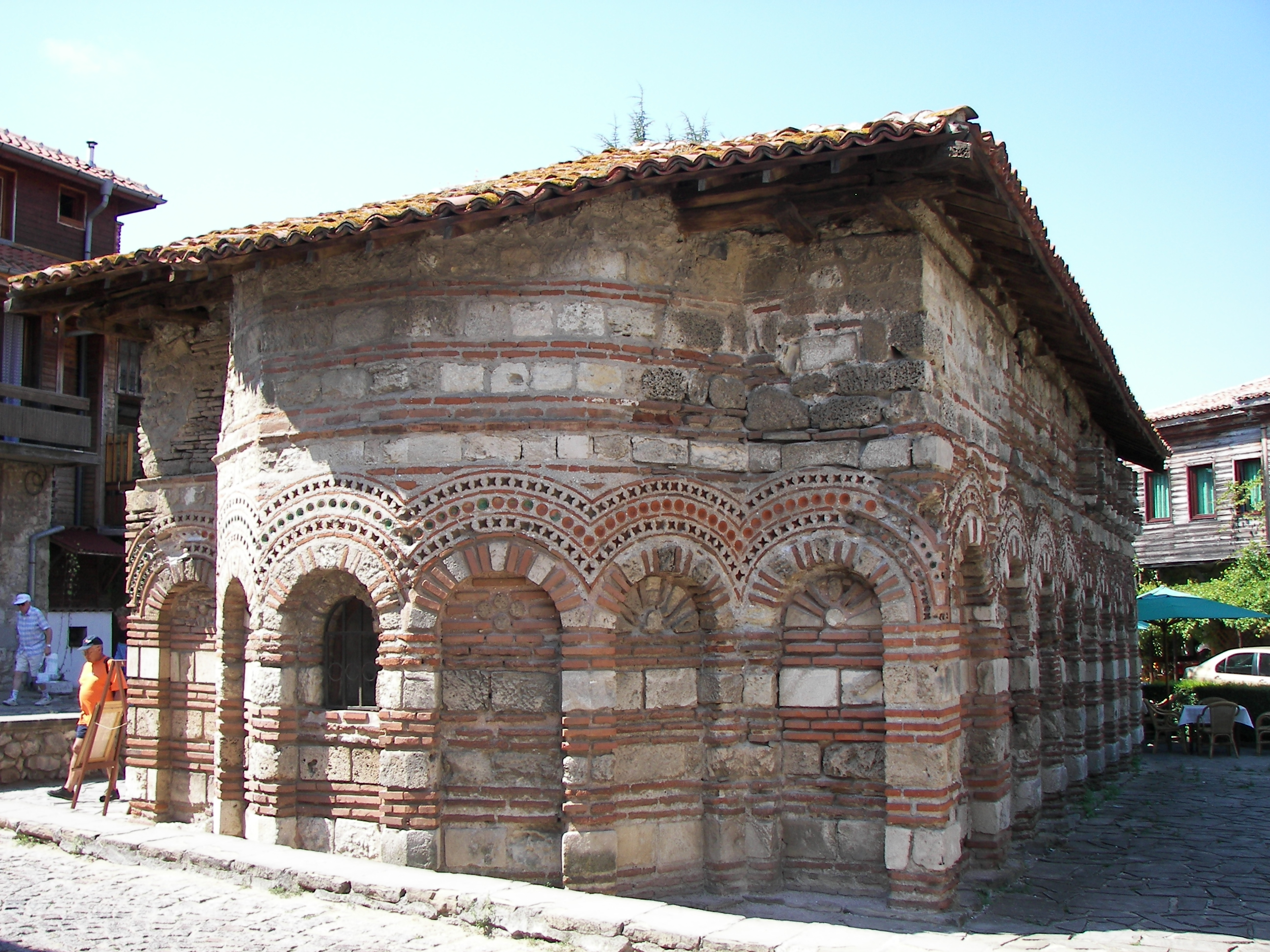
Église Ste-Parascève, transformée en galerie d'art.